# Asalto frontal

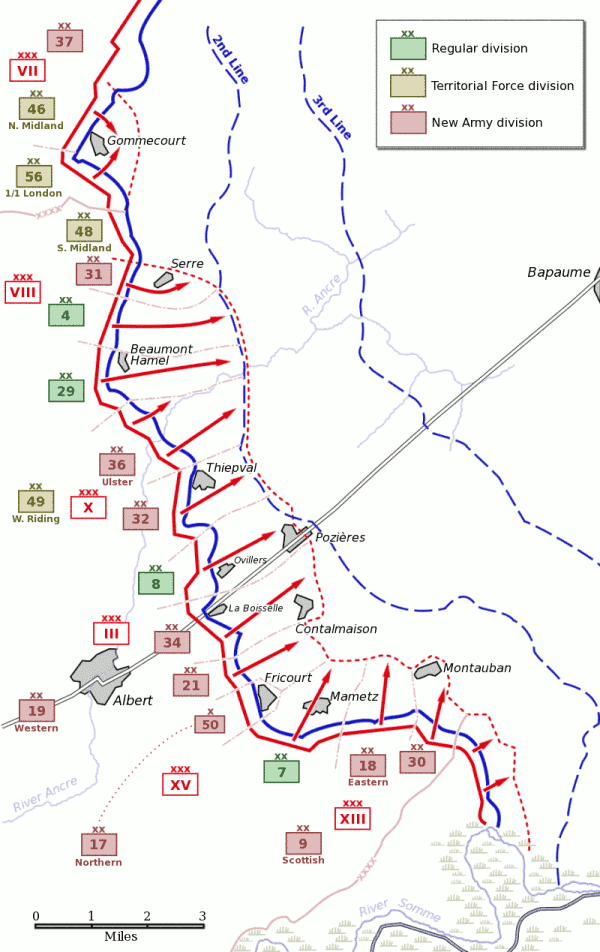
Ejemplo de asalto frontal.

La táctica militar del asalto frontal es un movimiento directo y hostil de fuerzas contra el enemigo, con un gran número de elementos, en un intento por abatirlo. Es a menudo referido como un golpe suicida, debido a que comúnmente es el último recurso de un comandante que no tiene más estrategias.

## Antecedentes
Antes del siglo XIX, un asalto frontal en contra de una delgada línea defensiva podía ser efectivo cuando era apoyado por cuerpos de caballería. Sin embargo, con el incremento de la precisión y alcance de las armas de fuego, este procedimiento ha probado su aspecto suicida. 
Como ejemplo, este tipo de combate fue muy utilizado en la guerra civil estadounidense. El tipo de militares utilizados al igual que el terreno, permitió ataques de manera frontal, y la mayoría de las batallas de la guerra civil fueron peleadas de este modo. 
En la Primera Guerra Mundial se estimó que esta tàctica era la única forma de vencer a una trinchera lo que llevó a transformarse en una de las guerras más sangrientas de la historia.
- Datos: Q1470138